# Nephtheis fascicularis
Nephtheis fascicularis is een zakpijpensoort uit de familie van de Clavelinidae. De wetenschappelijke naam van de soort is, als Oxycorynia fascicularis, voor het eerst geldig gepubliceerd in 1882 door Drasche.